# Гейтс, Горацио
Горацио Гейтс (также Хоре́йшо Гейтс англ. Horatio Gates; 1727, Молдон, Эссекс, Великобритания — 10 апреля 1806, Нью-Йорк) — американский военачальник, участник Войны за независимость США.

## Биография
Служил в британской армии, участвовал в Войне с французами и индейцами.
В 1772 году обосновался в Виргинии, поддерживал борьбу колонистов за свои права. В 1775 году возглавил административно-строевую службу Континентальной армии (1775), затем сменил генерала Филипа Скайлера на посту командующего Северной армией в Нью-Йорке (1777). При помощи Бенедикта Арнолда добился капитуляции британских сил под командованием Джона Бургойна в сражении при Саратоге (1777).
Гейтс был замешан в заговоре Конвея с целью сместить Джорджа Вашингтона с поста командующего Континентальной армией. Новым командующим заговорщики хотели сделать Гейтса. После провала заговора вернулся к своим войскам в Нью-Йорке.
В 1780 году возглавил Южную армию, пытался противодействовать Чарльзу Корнуоллису в южных штатах, но был разбит в сражении под Камденом (Южная Каролина) и отстранен от командования. Причины поражения расследовала специальная комиссия, которая не предъявила никакого обвинения Гейтсу.
По окончании войны жил на плантации в Виргинии, в 1790 году освободил своих рабов и поселился в Нью-Йорке.

### Статьи
- Paul David Nelson. Horatio Gates in the Southern Department, 1780: Serious Errors and a Costly Defeat (англ.) // The North Carolina Historical Review. — North Carolina Office of Archives and History, 1973. — Vol. 50, iss. 3. — P. 256-272.